# Championnat d'Algérie féminin de football
Le Championnat d'Algérie de football féminin (en arabe : الدوري الجزائري لكرة القدم النسائية), appelé Championnat National Élite est un championnat regroupant les meilleures équipes féminines de football algériennes. Le premier championnat d'Algérie féminin a débuté le 15 janvier 2009.
Ce nouveau pas franchi exprime plus une volonté politique de promouvoir la pratique sportive féminine qu’une réelle promotion du football féminin qui n’a pas encore atteint un niveau de pratique à l'origine qui lui permet de consacrer un championnat national. Même si un réel travail de base se fait dans quelques pôles tels qu'Alger, Oran, Béjaia, Sidi Bel Abbès, Relizane, Tizi Ouzou et Akbou.
Le Bureau Fédéral qui a adopté le principe d’un versement d’un subvention à l’ensemble des clubs, a invité la Ligue Nationale à programmer les rencontres du championnat national féminin en ouverture du championnat de D1 et D2.

## Histoire du football féminin algérien

### La tradition française du football féminin à l'époque coloniale
Le football apparaît donc en Algérie à l'époque coloniale avec la création de clubs dans la wilaya d'Oran, tel que le CDJ Oran en 1894 et le CAL Oran en 1897 jusque-là considérés comme les plus anciens clubs de football créé au Maghreb et parmi les premiers en Afrique. Les femmes emboîtèrent le pas de leurs homologues masculins et se mirent au football dès le début du XXe siècle avec la création de sections féminines au sein de ces clubs. Si cela se fait naturellement en Algérie, cela semble être plus compliqué en France.
En France des équipes féminines de football apparaissent indépendantes des clubs masculins existants. On peut signaler la naissance du Fémina Sport Paris club omnisports féminin durant l'année 1912 ; mais aussi de l'En Avant autre club parisien fondée la même année; sans oublier les Sportives de Paris à la fin des années dix. Très peu considérées en France, ces équipes parisiennes se noient dans le chaos du football français qui régnait à cette époque qui rappelons-le était régi par cinq fédérations différentes qui proposaient chacune un championnat. Afin d'exister, ces équipes eurent l'idée de créer une fédération : la Fédération des sociétés féminines sportives de France.
En réalité cette structure est née d'un différend ayant opposé le baron Pierre de Coubertin, fondateur des Jeux olympiques modernes, et Alice Milliat, présidente de la fédération féminine. Celui-ci ainsi que le Comité international olympique refusèrent d'intégrer des athlètes féminines pour les jeux. À la suite de cela, la fédération fut créée dans le but de lutter pour la promotion du sport féminin en organisant par exemple les Jeux mondiaux féminins. Pour ce qui est du football, cette fédération organisa un championnat qui eut lieu de 1918 à 1932 durant quinze saisons, avant d'être abandonné.
Cette « guerre des sexes » qui freina le développement du football féminin en France n'eut pas les mêmes conséquences en Algérie, où le public avait accepté la pratique de ce sport par la gent féminine. La première rencontre de football féminin en Algérie eut lieu exactement le 8 mai 1921 lors de l'exposition d'Alger. Cette rencontre opposa deux sections féminines des deux clubs doyens que furent l'AS Alger et le Gallia Club d'Oran, créés en 1921. On peut considérer que le football féminin algérien même d'époque coloniale fait partie des pionniers quand on sait que la première rencontre internationale en Europe eut lieu une année auparavant, à Manchester durant l'année 1920 entre une équipe de Preston et une sélection française (score 0-2), avec un match retour à Paris (score 1-1) devant douze mille personnes.
Le football féminin en France, qui disparut en 1932, date de la dernière édition du Championnat de France de football féminin FSFSF, ne réapparaitra qu'à partir de l'année 1974, sous l'égide de la Fédération française de football.

### De1960à1990: apparition du football féminin algérien
Les premiers clubs de football féminin apparaissent en Algérie dans les années 70' notamment à Tiaret où un club est créé en 1975. Mais ces derniers clubs ne participent qu'à des tournois amicaux. Le premier match est joué le 8 mars 1978 à Tiaret entre le Lycée Ibn Rostom de Tiaret et le Club Féminin de Frenda.

### Depuis1990: apparition des clubs de football féminin
À partir de 1990, plusieurs clubs féminins ont commencé à apparaitre.

## Palmarès
| Saison | Championne              |                    |
| ------ | ----------------------- | ------------------ |
| 1999   | JS Kabylie (1)          |                    |
| 2000   | ASE Alger-Centre (1)    |                    |
| 2001   | Championnat annulé      | Championnat annulé |
| 2002   | JS Kabylie (2)          |                    |
| 2003   | ASE Alger-Centre (2)    |                    |
| 2004   | ASE Alger-Centre (3)    |                    |
| 2005   | ASE Alger-Centre (4)    |                    |
| 2006   | ASE Alger-Centre (5)    |                    |
| 2007   | ASE Alger-Centre (6)    |                    |
| 2008   | ASE Alger-Centre (7)    |                    |
| 2009   | ASE Alger-Centre (8)    |                    |
| 2010   | Afak Relizane (1)       |                    |
| 2011   | Afak Relizane (2)       |                    |
| 2012   | Afak Relizane (3)       |                    |
| 2013   | Afak Relizane (4)       |                    |
| 2014   | Afak Relizane (5)       |                    |
| 2015   | Afak Relizane (6)       |                    |
| 2016   | Afak Relizane (7)       |                    |
| 2017   | Afak Relizane (8)       |                    |
| 2018   | CS Constantine (1)      |                    |
| 2019   | AS Sûreté nationale (1) |                    |
| 2020   | JF Khroub (1)           |                    |
| 2021   | Afak Relizane (9)       |                    |
| 2022   | Afak Relizane (10)      |                    |
| 2023   | Afak Relizane (11)      |                    |
| 2024   | CF Akbou (1)            |                    |
| 2025   | CF Akbou (2)            |                    |

## Bilan
| Rang | Club                | Championne | Deuxième |
| ---- | ------------------- | ---------- | -------- |
| 1    | Afak Relizane       | 11         | 8        |
| 2    | ASE Alger-Centre    | 8          | 5        |
| 3    | JS Kabylie          | 2          | 1        |
| 4    | CF Akbou            | 2          | 0        |
| 5    | AS Sûreté nationale | 1          | 5        |
| 6    | JF Khroub           | 1          | 3        |
| 7    | CS Constantine      | 1          | 1        |
| 8    | AS Intissar Oran    | 0          | 1        |
| 8    | COTS Tiaret         | 0          | 1        |
| 8    | CLT Belouizdad      | 0          | 1        |

## Meilleure buteuse
| Saison | Meilleure buteuse | Club             | Buts |
| ------ | ----------------- | ---------------- | ---- |
| 2005   | Djamila Marek     | ASE Alger Centre | 33   |
| 2017   | Djamila Marek     | ASE Alger Centre | 36   |
| 2025   | Wassila Allouache | CF Akbou         | 30   |

## Palmarès des équipes de jeunes en Championnat d'Algérie féminine

### Championnat d'Algérie féminine des U20
| Édition | Saison    | Régions      | Champion         | Deuxième         |
| ------- | --------- | ------------ | ---------------- | ---------------- |
| 1re     | 2021-2022 | Centre Ouest | ASE Alger-Centre | Afak Relizane    |
| 1re     | 2021-2022 | Centre Est   | CF Akbou         | JF Khroub        |
| 2e      | 2022-2023 | —            | CF Akbou         | ASE Alger-Centre |
| 3e      | 2023-2024 | —            | Afak Relizane    | ASE Alger-Centre |

### Championnat d'Algérie féminine des U17
| Édition | Saison    | Régions      | Champion         | Deuxième         |
| ------- | --------- | ------------ | ---------------- | ---------------- |
| 1re     | 2021-2022 | Centre Ouest | ASE Alger-Centre | Afak Relizane    |
| 1re     | 2021-2022 | Centre Est   | CF Akbou         | JF Khroub        |
| 2e      | 2022-2023 | —            | Afak Relizane    | ASE Alger-Centre |
| 3e      | 2023-2024 | —            | Afak Relizane    | ASE Alger-Centre |

### Championnat d'Algérie féminine des U15
| Édition | Saison    | Champion      | Deuxième         |
| ------- | --------- | ------------- | ---------------- |
| 1re     | 2021-2022 | CF Akbou      | ASE Alger-Centre |
| 2e      | 2022-2023 | Afak Relizane | CF Akbou         |
| 3e      | 2023-2024 | CF Akbou      | Afak Relizane    |